# Čavdar
Čavdar (in bulgaro Чавдар?) è un comune bulgaro situato nella Regione di Sofia di 1 311 abitanti (dati 2009). La sede comunale è nella località omonima.

## Località
Il comune è formato dall'unica località:
- Čavdar (sede comunale)